# Rupal Gah
Der Rupal Gah  ist ein etwa 29 km langer linker Nebenfluss des Astor im Süden des pakistanischen Sonderterritoriums Gilgit-Baltistan.

## Verlauf
Der Rupal Gah durchfließt das Rupal-Tal im Nanga-Parbat-Massiv in überwiegend östlicher Richtung. Nördlich des Flusstals erhebt sich der Mazeno-Grat, der Achttausender Nanga Parbat sowie der Chongra. Der Rupal Gah hat seinen Ursprung am unteren Ende der Moräne des Rupalgletschers auf einer Höhe von etwa 3700 m. Er fließt anfangs in östlicher Richtung durch das Rupal-Tal. Nach 10 Kilometern als kleinerer Bach erreicht der Rupal Gah das untere Ende der Moräne des Bazhingletschers, die er unterirdisch passiert. Anschließend fließt der Rupal Gah in einem leichten Bogen nach Nordosten. Oberhalb seines linken Flussufers liegen die Siedlungsgebiete von Yakme, Zili Rupal und Rupal. Der Rupal Gah fließt entlang dem unteren Ende der Moräne des Chongragletschers. Unmittelbar darauf mündet der Chichi Gah von Süden kommend in den Rupal Gah. Dieser fließt noch etwa 9 Kilometer nach Osten, bevor er bei Parjot auf einer Höhe von etwa 2480 m in den Astor mündet. Der mit Sedimenten vom Gletscherabrieb milchig gefärbte Rupal Gah trifft auf den türkisfarbenen klaren Astor. Nördlich des Unterlaufs des Rupal Gah liegen die Orte Tarishing, Nahake und Churit, südlich die Orte Zaipur und Rehmanpur Bala.

## Einzugsgebiet
Das Einzugsgebiet des Rupal Gah beträgt 580 km². Es handelt sich um eine Beckenlandschaft mit den Flusstälern von Rupal Gah und Chichi Gah, die von Bergketten zwischen 4000 und 8000 Metern Höhe eingerahmt werden. Die Gletscher im Einzugsgebiet ziehen sich stark zurück und werden in absehbarer Zukunft verschwunden sein bzw. nur noch deren Moränen übrig bleiben.